# Santalovke
Santalovke (lat. Santalaceae), velika biljna porodica iz reda santalolike, kojem je dala svoje ime. Porodici pripada preko 1000 vrsta, od kojih svega 17 najvažnijem rodu santal (Santalum).
Indijski santal ili bijelo santal-drvo (S. album) je korisno, mirisno, vazdazeleno drvo iz Indije koje je introducirano u mnoge države svijeta, tako u Tajland, Nepal, Kinu, otok Javu, Palau, Pohnpei, Društvene otoke, Tahiti, Mauricijus, Madagaskar, Rodrigues, Vijetnam, Réunion, Burmu.
Drvo mnogim vrsta ovog roda poznato je kao santal-drvo ili sandalovina. Od njega se destilacijom dobiva santalovo ulje koje se koristi u proizvodnji mirisa, za mazanje tijela i za balzamiranje. Bijelo santal-drvo iz Karnatake, Hyderabada i Sundskih otoka otporno je na napad termita, vrlo je velike gustoće i teško se cijepa.

## Opći opis
Santalaceae su porodica iz reda Santalales, koja uključuje oko 44 roda i više od 1000 vrsta poluparazitskih grmova, biljaka i drveća, rasprostranjenih u tropskim i umjerenim regijama. Većina Santalaceae su korijenski paraziti; ostali su paraziti stabljike.

## Fizički opis
U nekim su rodovima nerežnjeviti, obično naizmjenični listovi svedeni na ljuskaste strukture. Zeleno lišće sadrži nešto klorofila, koji biljkama omogućuje proizvodnju hrane, ali sve Santalaceae su do određene mjere paraziti i tvore veze (haustorijume) sa svojim domaćinima kako bi dobile vodu i hranjive tvari. Većina ima male, neugledne, dvospolne ili jednospolne cvjetove, koji se pojavljuju pojedinačno, iako nekoliko vrsta ima skupine cvjetova u pazušcima listova ili na kratkim klasovima. Plod s jednom sjemenkom može biti okružen jarko obojenom strukturom nalik orahu.

## Glavni rodovi i vrste
Većina članova pofrodice pripada zeljastim rodovima Thesium (325 vrsta), Phoradendron (235 vrsta), Viscum (65 vrsta) ili Dendrophthora (65 vrsta). Pripadnici vrsta Viscum, Phoradendron i Arceuthobium poznati su kao imelice.
Santalum (sandalovina) uključuje oko 25 vrsta drveća od Indo-Malezije do pacifičkih otoka. Aromatična sandalovina (S. album) jedini je ekonomski važan član porodice; koristi se u izradi namještaja i u parfumeriji.
Rodovi Comandra u Sjevernoj Americi, rod Thesium u Europi i uljni ili bivolji orah (Pyularia pubera), plod sjevernoameričkog parazita u obliku kruške ispunjen uljem, drugi su poznati članovi porodice.

## Rodovi
1. Familia Santalaceae R. Br. (66 spp.)
  1. Exocarpos Labill. (25 spp.)
  2. Omphacomeria (Engl.) A. DC. (1 sp.)
  3. Myoschilos Ruiz & Pav. (1 sp.)
  4. Antidaphne Poepp. & Endl. (9 spp.)
  5. Lepidoceras Hook. fil. (2 spp.)
  6. Eubrachion Hook. fil. (2 spp.)
  7. Santalum L. (17 spp.)
  8. Elaphanthera N. Hallé (1 sp.)
  9. Osyris L. (6 spp.)
  10. Nestronia Raf. (1 sp.)
  11. Rhoiacarpos A. DC. (1 sp.)

Tradicionalno uključivani rodovi:
1. Acanthosyris (Eichler) Griseb.
2. Amphorogyne Stauffer & Hürl.
3. Anthobolus R.Br.
4. Antidaphne Poepp. & Endl.
5. Arceuthobium M.Bieb.
6. Buckleya Torr.
7. Cervantesia Ruiz & Pav.
8. Choretrum R.Br.
9. Comandra Nutt.
10. Daenikera Hürl. & Stauffer
11. Dendromyza Danser
12. Dendrophthora Eichler
13. Dendrotrophe Miq.
14. Elaphanthera N.Hallé
15. Eubrachion Hook.f.
16. Exocarpos Labill.
17. Geocaulon Fernald
18. Ginalloa Korth.
19. Henslowia Blume
20. Hylomyza Danser
21. Jodina Hook. & Arn. ex Meisn.
22. Korthalsella Tiegh.
23. Lacomucinaea Nickrent & M.A.García
24. Lepidoceras Hook.f.
25. Leptomeria R.Br.
26. Mida R.Cunn. ex A.Cunn.
27. Myoschilos Ruiz & Pav.
28. Nanodea Banks ex C.F.Gaertn.
29. Nestronia Raf.
30. Notothixos Oliv.
31. Okoubaka Pellegr. & Normand
32. Omphacomeria A.DC.
33. Osyridicarpos A.DC.
34. Osyris L.
35. Phacellaria Benth.
36. Phoradendron Nutt.
37. Pilgerina Z.S.Rogers, Nickrent & Malécot
38. Pyrularia Michx.
39. Rhoiacarpos A.DC.
40. Santalum L.
41. Scleropyrum Arn.
42. Staufferia Z.S.Rogers, Nickrent & Malécot
43. Thesium L.
44. Viscum L.

## Vanjske poveznice
|  | Zajednički poslužitelj ima još gradiva o temi Santalaceae |
|  | Wikivrste imaju podatke o taksonu Santalaceae             |